# Jaime Almeida Paiva
Jaime de Almeida Paiva (Santos, 31 de março de 1904 – Santos, 21 de setembro de 1973) foi um latifundiário e político brasileiro. Pai do deputado Rubens Paiva, foi um dos grandes responsáveis pelo crescimento de Eldorado Paulista, cidade do qual foi prefeito em duas oportunidades.

## Biografia
Nascido em Santos, filho dos imigrantes portugueses de Manuel Joaquim de Paiva e Custódia de Jesus Almeida, foi despachante no porto daquela cidade trabalhando na C.G. Dickinson e Cia. e acabou enriquecendo com essa atividade. Posteriormente, investiu na compra de terras no interior paulista.
Em 1929 foi pai de Rubens Paiva. Após tomar parte na Revolução Constitucionalista, envolve-se na política ao filiar-se no efêmero Partido Constitucionalista de São Paulo. Posteriormente foi nomeado suplente de juiz de paz em São Vicente. Isso o faz despertar para a carreira do direito, e Paiva ingressa na Faculdade de Direito da Universidade de São Paulo, graduando bacharel em direito na turma de 1941. Ainda naquele ano, quando o filho já tinha seus 12 anos, tornou-se produtor rural no município de Eldorado Paulista, comprando suas primeiras terras no local, terras estas que formariam a Fazenda Caraitá. Durante anos foi proprietário da  Cia de Navegação Fluvial Sul Paulista, com transportes de cargas e passageiros pelos rios do Vale do Ribeira.
Era considerado um coronel local, de perfil autoritário, que tinha fama de não conversar com o povo. Ainda assim, foi eleito vereador e, posteriormente, prefeito da cidade para um mandato entre 1956 a 1959. À época, teve um comportamento considerado visionário, ao alargar  as ruas da antiga área do garimpo, o que levou ao desenvolvimento do urbanismo local. Também foi responsável por construir a ponte sobre o Rio Ribeira e uma das escolas locais.
Nos anos 1960, foi proprietário de um clube da cidade, o Clube Caraitá, que organizava bailes onde negros não podiam participar.
Novamente elegeu-se prefeito em 1968 pela ARENA, realizando pequeno melhoramentos na cidade,  embora o Vale do Ribeira ainda fosse assolado por uma situação de grande pobreza.  Após o fim do mandato, faleceu em 21 de setembro de 1973.
Atualmente, dá nome à escola criada por ele próprio em Eldorado, escola esta onde estudara o ex-presidente do Brasil, Jair Bolsonaro. Também nomeia uma rua no distrito de Vila Andrade, em São Paulo. 